# Občina Destrnik
Občina Destrnik je ena od občin v Republiki Sloveniji. V sedanjih mejah je nastala 1998 po dokončni razdelitvi dotedanje občine Destrnik-Trnovska vas.

## Naselja v občini
Desenci, Destrnik, Dolič, Drstelja, Gomila, Gomilci, Janežovci, Janežovski Vrh, Jiršovci, Levanjci, Ločki Vrh, Placar, Strmec pri Destrniku, Svetinci, Vintarovci, Zasadi, Zgornji Velovlek

## Prebivalstvo
Ob popisu leta 2001 je bila slovenščina materni jezik 2428 (97,3 %) občanom. Neznano je za 35 (1,4)% oseb. 1890 ali 75,7 % je rimokatoličanov.